# Obama baptistae
Obama baptistae ist eine große Art der zu den Landplanarien zählenden Gattung Obama. Sie kommt in Brasilien vor.

## Merkmale
Obama baptistae hat einen breiten, flachen und länglichen Körper mit fast parallelen Seitenrändern, der kriechend eine Länge von bis zu 120 Millimetern erreicht. Das Vorderende läuft spitz zu. Die Rückenfärbung sieht mit bloßem Auge dunkelbraun aus, unter dem Stereomikroskop erkennt man eine braune oder graue Grundfärbung mit dicht sitzenden dunkelbraunen Pigmentflecken. Die Bauchseite ist orange oder hellbraun gefärbt. Viele Augen sind entlang der Vorderspitze in einer Reihe angeordnet, einen Millimeter dahinter in zwei, danach drei bis vier Reihen. Hinter diesen Reihen verteilen sie sich zunächst in Richtung des Rückens, bevor sie nach ca. 3 Zentimetern bis zum Hinterende ein seitliches Band mit der Breite von 2 Millimetern auf jeder Seite bilden. Zum Hinterende hin sind die Augen weniger zahlreich.
Zum Kopulationsorgan gehört ein vorstehender Penis, der fast das gesamte männliche Atrium genitale, den Bereich der Geschlechtsöffnung, einnimmt.

## Verbreitung
Die Landplanarie wurde in Santa Maria im brasilianischen Bundesstaat Rio Grande do Sul gefunden.

## Etymologie
Das Artepitheton baptistae ehrt die Biologin Vanessa dos Anjos Baptista, die Anteil an der Sammlung und Beschreibung verschiedener Landplanarien hatte.